# اس‌اس پرینسس
اس‌اس پرینسس (به انگلیسی: SS Princess) یک کشتی بود که طول آن ۴۹ متر (۱۶۱ فوت) بود. این کشتی در سال ۱۸۸۱ ساخته شد.